# Марининсько-Устянські граніти

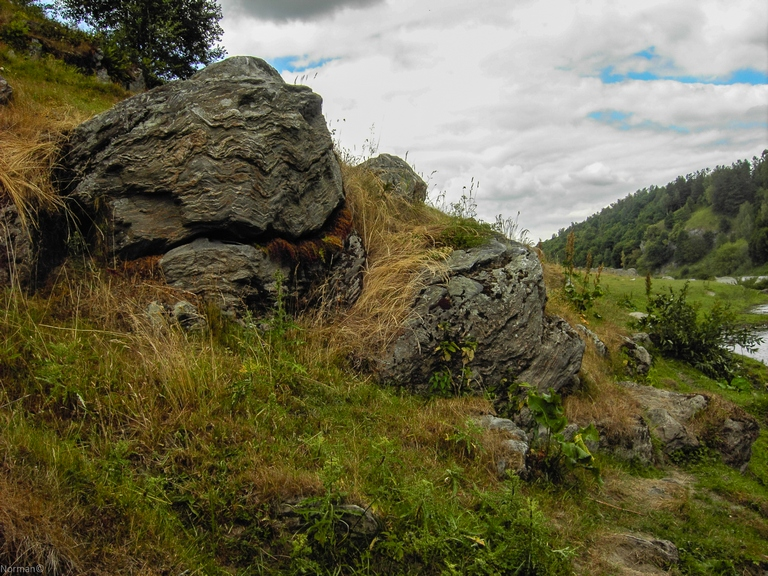
Виходи кристалічних порід

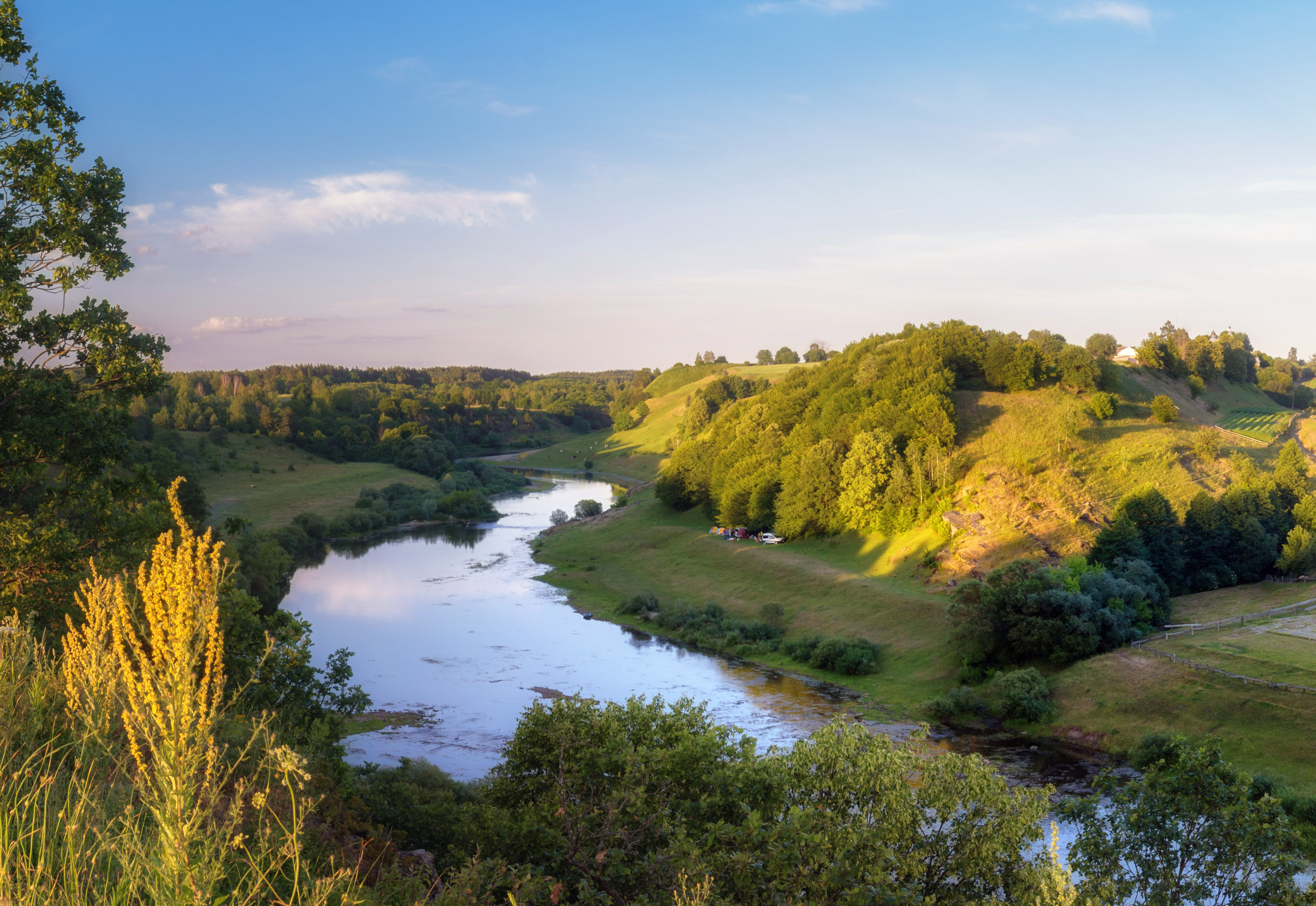
Марининське городище на виходах гранітів

Мари́нинсько-Устя́нські грані́ти — геологічний заказник місцевого значення в Україні. Розташований у межах Березнівського та Корецького районів Рівненської області, поблизу сіл Маринин, Більчаки (Березнівський район), Устя (Корецький район), вздовж правого та лівого берегів річки Случ. 
Площа заказника 170 га, з них 85 га. на території Березнівського району та 85 га. на території Корецького району. Створений рішенням Рівненської обласної ради у 1983 році для збереження цінних об’єктів і компонентів неживої природи (рішення облвиконкому від 22.11.1983 № 343; внесено зміни згідно з рішенням облвиконкому від 18.06.1991 № 98). 

## Геологічні особливості
Заказник розташований у межах північно-західної частини Українського кристалічного щита. Породи кристалічного щита представлені графітовими гнейсами, кварцитами, кристалічними сланцями, олівіновими діабазами, амфіболітами та гранітами. 
Переважають метаморфічні породи, серед яких у вигляді невеликих масивів, лінзоподібних та жильних тіл трапляються породи інтрузивного комплексу. Вони представлені сірими, рожевими, червоними аплітоїдними гранітами та пегматитами. Пегматити генетично пов'язані з апліто-пегматоїдними гранітами. 
Весь комплекс метаморфічних порід зібраний у складки, переважно північно-західного простягання. В районі сіл Устя та Більчаки спостерігається складна система складок, що віялоподібно розходяться та на південному сході та південному заході занурюються під більш молоді породи. 
Породи датуються нижнім протерозоєм. Кристалічні породи часто виходять на денну поверхню, формуючи скелясті відслонення, або ж перекриті продуктами руйнування кристалічних порід та четвертинними відкладами. В місцях виходу на денну поверхню порід, багатих польовим шпатом та слюдами, можна спостерігати процеси каолінізації. 

## Рельєф
Заказник розташований у межах Поліської акумулятивної низовини, в долині річки Случ. Рельєф хвилястий, подекуди пояркований. Основним орографічним елементом є долина річки. Заплава річки вузька, а на ділянках відслонення кристалічних порід інколи її взагалі нема. Перша надзаплавна тераса розвинута на обох берегах річки, має висоту 5–6 м, ширину 0,5–1 км, добре виражена у рельєфі. Друга надзаплавна тераса ерозійно-акумулятивна, має висоту 16–30 м, ширину 2–3 км. Кристалічні породи виступають у вигляді окремих відслонень або пагорбів, що простягаються вздовж річки.

## Рослинність
Рослинні угрупування досить різноманітні. На нешироких заплавах річки Случ спостерігаються справжні луки, на погорбованих, вивітрених схилах клаптики степових лук, на вологих ділянках розміщуються болотні угрупування. Серед рослин типовими є пирій повзучий, мітлиця тонка, тонконіг лучний, гребінник звичайний, медова трава шерстиста, чебрець Маршалла, нечуйвітер волохатенький, гвоздика Фішера. Тут трапляюється 7 видів папоротей (серед них аспленій північний та аспленій волосоподібний), низка центральноєвропейських видів — булавоносець сіруватий, фіалка багнова, гвоздика картузіанська, енотера червоностеблева. 
Заказник «Марининсько-Устянські граніти» входить до складу Надслучанського регіонального ландшафтного парку.